# Hotemaže
Hotemaže este o localitate din comuna Šenčur, Slovenia, cu o populație de 426 de locuitori.